# 57e division d'infanterie (France)
Pour les articles homonymes, voir 57e division d'infanterie.
La 57e division d'infanterie est une division d'infanterie de l'armée de terre française qui a participé à la Première Guerre mondiale et à la Seconde guerre mondiale.

## Les chefs de la57edivisiond'infanterie
- août 1914 - 2 février 1915 : général Bernard
- 3 février - 7 mai 1915 : général Cordonnier
- 8 mai - 17 juin 1915 : général Debeney
- 18 juin - 11 août 1915 : général Demange
- 12 août - 22 octobre 1915 : général de Cadoudal
- 23 octobre 1915 - 15 janvier 1917 : général Leblois
- 16 janvier - 13 décembre 1917 : général Jacquemot
- 14 décembre 1917 - 4 mars 1918 : général Siben
- 5 mars 1918 - fin du conflit : général Génin

- 1939 :  Général Barbeyrac de Saint-Maurice
- 1940 :  Général Texier

## La Première Guerre mondiale

### Composition
- 113e brigade

235e régiment d'infanterie d'août 1914 à novembre 1916.
260e régiment d'infanterie d'août 1914 à novembre 1918.
371e régiment d'infanterie d'août 1914 à novembre 1918.
- 114e brigade

242e régiment d'infanterie d'août 1914 à octobre 1917.
244e régiment d'infanterie d'août 1914 à octobre 1916.
372e régiment d'infanterie d'août 1914 à mars 1919.
- Tabor albanais d'Essad Pacha

### Historique
Mobilisée dans la 7e région.

#### 1914
- 6 - 9 août : éléments détachés au 7e corps d'armée, pendant l'offensive française sur Mulhouse.

9 - 10 août : combats de Mulhouse, puis repli des éléments vers Brinighoffen.
- 10 - 16 août : mouvement offensif vers l'Ill, dans la région alsacienne de Carspach, Brinighoffen. À partir du 11 août, repli par Dannemarie vers Petit-Croix.

13 août : combats vers Montreux-Vieux et Montreux-Château, puis occupation de cette région.
- 16 - 28 août : reprise de l'offensive en direction de Mulhouse (bataille d'Alsace), à partir du 21 août occupation de la région d'Altkirch, puis le 24 août, repli sur Dannemarie.
- 28 août 1914 - 8 octobre 1915 : occupation d'un secteur à l'est de Belfort. Reconnaissance offensive entre la Doller et la frontière suisse.

11 novembre : engagement vers le bois de Carspach.
2 décembre : combats vers Ammerzwiller.
25 - 26 décembre : attaques françaises dans la région d'Aspach.
7 - 8 janvier 1915 : combats vers Burnhaupt-le-Haut.
27 janvier : combats vers Ammerzwiller et Burnhaupt-le-Bas.
2 avril, 11 juin : attaques allemandes vers Ammerzwiller.

#### 1915
- 8 - 15 octobre : retrait du front, transport par voie ferrée (V.F.) dans le camp de La Valbonne ; repos. À partir du 14 octobre, transport par V.F. à Toulon et Marseille. À partir du 15 octobre, embarquement pour l'Armée d'Orient.
- 15 octobre - 3 décembre : transport par mer et débarquement à Salonique ; au fur et à mesure des débarquements, transport par V.F. vers Krivolak et Demir Kapiya ; occupation de la vallée du Vardar et des gorges de Demir Kapiya, jusqu'au confluent du Vardar et de la Tsrna. À partir du 27 octobre, actions locales au nord de Krivolak.

5 novembre : éléments engagés vers le monastère de Tchitchevo. Puis organisation et défense d'une position d'arrêt vers Demir Kapiya.
- 3 - 19 décembre : retraite sur Salonique, repli des éléments de la région de Krivolak vers Demir Kapiya.

5 - 6 décembre : défense de la position.
7 décembre : repli sur Guiévgiéli.
10 - 11 décembre : organisation d'une position vers Doïran et Guiévgiéli (actions vers Fourka). À partir du 12 décembre, retraite le long de la voie ferrée de Kilindir à Salonique jusque vers Narèch où la division arrive le 18 décembre.
- 19 décembre 1915 - 5 mai 1916 : organisation du camp retranché de Salonique, sur le front Douadli Kiorziné en liaison avec le front britannique. Éléments portés le 21 mars vers Sarigueul, le 1er avril, jusqu'à Aléxsia, puis vers Snévisé.

#### 1916
- 5 mai - 28 août : mouvement de la division vers le Kroucha-Balkan, organisation de la position Dova-Tépé, lac de Boutkova. Engagement sur les pentes sud de Bélèch, pendant la bataille de Doiran.
- 28 août - 3 octobre : relève par des éléments italiens et retrait du front. Transport par V.F. de Sarrigueul à Véria, engagée dans la contre-offensive alliée sur Monastir. Progression au-delà d'Ekchisou le 14 septembre.

17 septembre : prise de Flórina.
18 septembre : occupation d'un front vers le sud d'Arménohor et le nord de Flórina et de Pissodéri (éléments détachés, pendant cette progression au sud-est des lacs Prespa).
- 3 octobre 1916 - 28 mars 1917 : poursuite sur les crêtes Baba-Planina engagée dans la bataille de Monastir. Combats sur les lignes fortifiées de Kénali, repli des troupes des empires centraux.

15 novembre : prise de Gradechnitsa et de Velouchina.
19 novembre : occupation du terrain conquis au nord de Monastir, au sud de la cote 1248.
13 - 28 mars 1917 : attaque vers la cote 1248 et les hauteurs au nord-est. Puis organisation du terrain conquis dans cette région.

#### 1917
- 28 mars - 14 août : en deuxième ligne vers Rakovo, puis au début d'avril nouvelle occupation du secteur de la côte 1248.

14 - 16 mai : combats vers la cote 1248.
- 14 - 29 août : retrait du front et repos dans la région au sud de Flórina
- 29 août 1917 - 10 juin 1918 : un groupement provisoire (57e et 156e D.I.) est porté à l’ouest des lacs Prespa et engagé dans les opérations de Pogradets (du 7 au 12 septembre, le 21 septembre, les 19 et 20 octobre). À la fin de 1917, après regroupement, occupation d'un secteur en Albanie dans la région Krachnichti, Lounga, Pléchichta, le Mali Stat.

#### 1918
- 10 juin - 15 septembre : engagée dans les opérations d'Albanie, combats du Kamia et progression jusqu'à Sinaprénté et Koukri ; combats de Bofnia) puis organisation des positions conquises.
- 15 septembre - 20 octobre : pendant la rupture du front de Macédoine, offensive sur Okrida et progression jusqu'à Elbassan.
- 20 octobre - 11 novembre : retrait du front, mouvement vers Lopatitsa, puis vers Monastir ; repos.

### Affectation organique
- Mobilisation : Isolée
- Octobre 1915 : Armée d'Orient

## La Seconde Guerre mondiale

### Composition
Le 10 mai 1940 la 57e DI, sous les ordres du général Texier, est rattachée au 45e corps d'armée de forteresse qui est intégré à la 6e armée.
À cette date la 57e division d'infanterie se compose des : 
- 235e régiment d'Infanterie ;
- 260e régiment d'Infanterie ;
- 8e demi-brigade de chasseurs à pied (26e, 66e et 68e BCP) ;
- 47e régiment d'artillerie divisionnaire ;
- 247e régiment d'artillerie lourde divisionnaire ;
- 62e groupe de reconnaissance de division d'infanterie
- et de tous les services (sapeurs mineurs, télégraphique, compagnie auto de transport, groupe sanitaire divisionnaire, groupe d'exploitation etc.).